# Progonyleptoidellinae
Sous-famille
Les Progonyleptoidellinae sont une sous-famille d'opilions laniatores de la famille des Gonyleptidae.

## Distribution
Les espèces de cette sous-famille sont endémiques du Brésil.

## Liste des genres
Selon World Catalogue of Opiliones (16/09/2021) :
- Cadeadoius Mello-Leitão, 1936
- Deltaspidium Roewer, 1927
- Deltigalus Roewer, 1931
- Gonyleptoides Roewer, 1913
- Heliella Soares, 1945
- Iguapeia Mello-Leitão, 1935
- Iporangaia Mello-Leitão, 1935
- Leptocnemus Koch, 1839
- Mitopernoides Soares, 1945
- Moreiranula Roewer, 1930
- Progonyleptoidellus Piza, 1940
- Stygnobates Mello-Leitão, 1926

## Publication originale
- Soares & Soares, 1985 : « Opera Opiliologica Varia XXII. Opiliones Gonyleptidae. » Naturalia (São Paulo), vol. 10, p. 157–200.